# Gouren
Le gouren ou lutte bretonne (gouren en breton) est un sport individuel pratiqué entre deux athlètes, hommes ou femmes. Il est pratiqué principalement en Bretagne, mais aussi dans quelques régions voisines, en particulier à travers les rencontres internationales organisées par la FILC (Fédération Internationale des Luttes Celtiques), par exemple en Cornouailles, en Écosse et un skol (école) de Gouren a même vu le jour à La Nouvelle-Orléans, dans le Sud des États-Unis.
La pratique est gérée par la Fédération de Gouren au niveau du territoire français, en particulier à travers un agrément avec la Fédération Française de Lutte.
Le gouren est une lutte debout avec veste sur tapis ("pallen"). Dès que l'un des lutteurs touche terre avec une autre partie du corps que ses pieds, le combat est arrêté, les protagonistes se relèvent, puis reprennent le combat après s'être serré la main.
Le résultat parfait donne une victoire immédiate : C'est le Lamm qui est annoncé lorsqu'un des protagonistes parvient à projeter son adversaire à terre, sur le dos. Ce résultat parfait signifie que les deux omoplates ont touché le sol de façon simultanée, ceci avant toute autre partie du corps. Les projections sont réalisées à partir d'une multitude de familles de techniques dont la plus symbolique est le Kliked, un enroulé de jambe. Les parties de lutte ont une durée pouvant aller jusqu'à sept minutes.

## Histoire

### Origines
La lutte (gouren en langue bretonne) était utilisée par la plupart des armées européennes avant l'arrivée des armes à feu. Ainsi, lorsque les immigrés bretons arrivèrent massivement en Armorique au IVe siècle, il est probable qu'ils apportèrent avec eux des techniques martiales qui, ajoutées ensuite à d'autres plus locales, vont donner petit à petit ce qu'était le gouren à la fin du Moyen Âge. S'il fut sans doute à l'origine principalement pratiqué par les nobles et les gens d'armes, le gouren est donc ensuite emprunté, principalement après la Renaissance et l'arrivée des armes à feu, par les gens du peuple, comme une pratique ludique populaire. Les archives nous renseignent ainsi sur le fait que de nombreux « petits nobles » excellèrent dans cet art, luttant parfois avec des paysans ou des meuniers. Son organisation fut en général soumise aux autorisations seigneuriales et il conserva de ses origines nobles les aiguillettes, les gants et les pourpoints, trophées qui étaient offerts aux vainqueurs jusqu'à la Révolution française.[réf. nécessaire]
Le terme gouren est mentionné dès 1464 dans Le Catholicon, le tout premier dictionnaire trilingue.
Un témoignage d'Ambroise Paré décrit la lutte bretonne en 1543 telle qu'elle se pratiquait alors dans l'ouest de la Bretagne.

### AuXIXesiècle

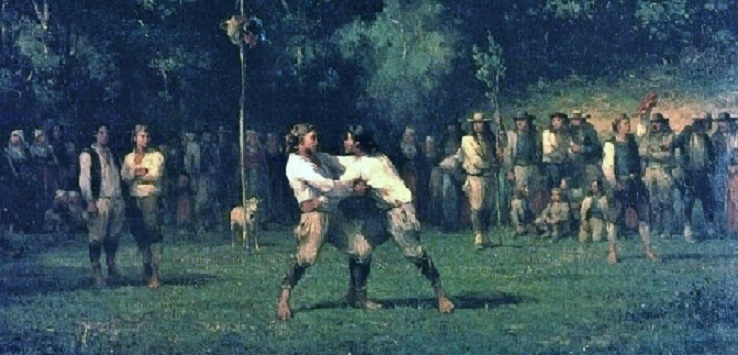
Adolphe Leleux : Jour de fête en Cornouaille [Lutteurs de Basse-Bretagne] (1864). Musée des Beaux-Arts de Quimper.

Le XIXe siècle verra les autorités municipales organiser de nombreux "tournois", souvent au moment de la fête Nationale, afin de montrer qu'une nouvelle autorité était désormais en place, mais aussi dans le cadre des fêtes paroissiales officielles sous le contrôle des municipalités. Cependant la population des paroisses rurales continua également d'organiser des "luttes locales", de façon presque rituelle, au moment des pardons de chapelles. Le gouren était alors le seul "sport" des campagnes et vu comme un élément de reconnaissance sociale et identitaire pour leurs paroisses d'origine.
Les luttes bretonnes organisées à Scaër en 1898 sont décrites dans un article de la revue A travers le monde :

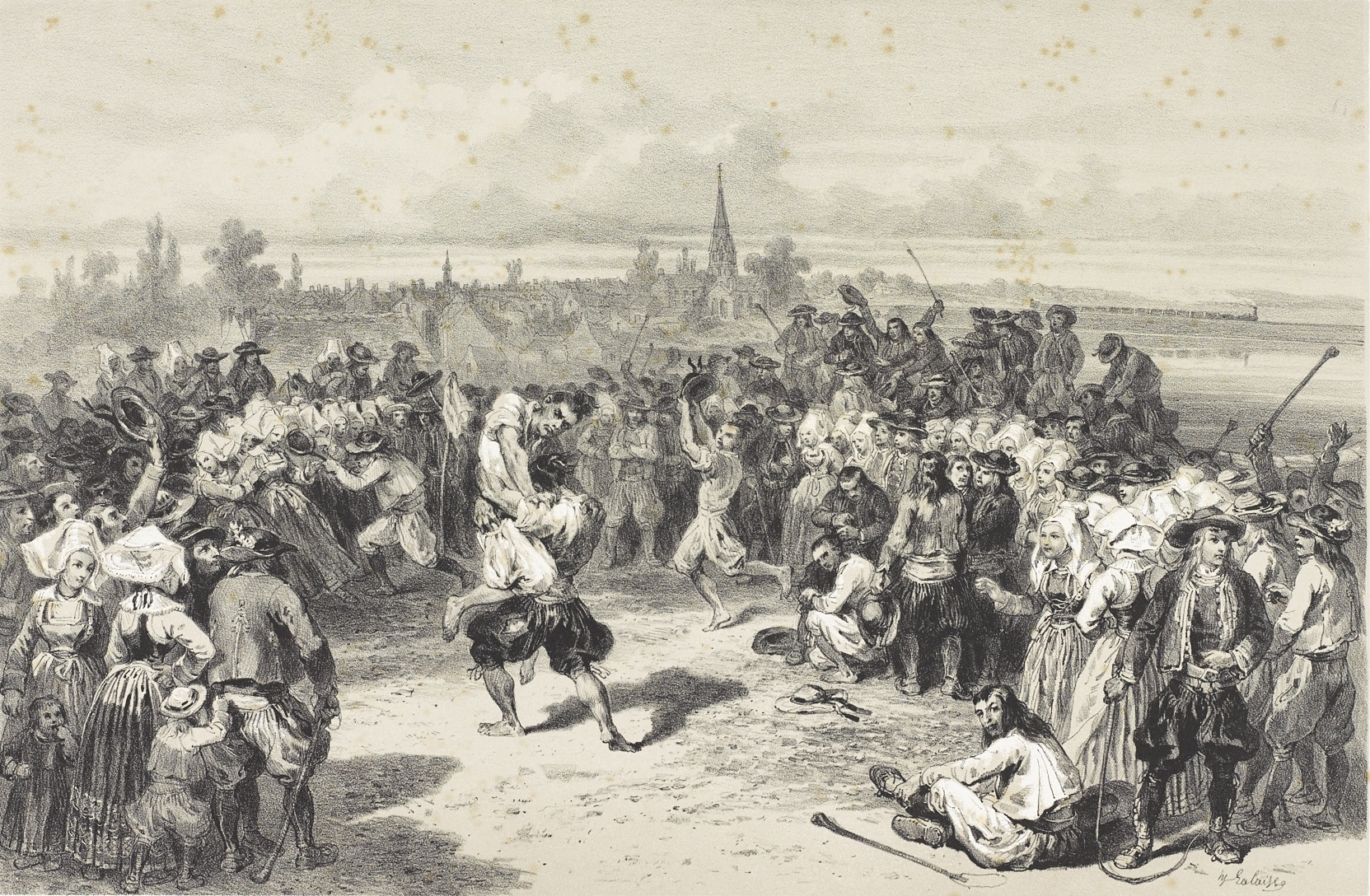
Hippolyte Lalaisse :Scène de lutte bretonne se déroulant vers 1860 aux abords de l'étang de Rosporden. Deux lutteurs s'empoignent tandis que d'autres se reposent à côté. Certains spectateurs brandissent leur chapeau et d'autres leur penn bazh pour encourager les lutteurs.

« Sur la route départementale de Rosporden, soulevant un flot de poussière, une assez grande quantité de paysans et de paysannes se rendent à la fête. (...) Dans le village, une foule encore plus dense encombre la route qui en forme la principale rue. (...) Cependant les danses ont déjà commencé en pleine rue, dérangées à chaque instant par la bousculade des arrivants. Deux cabaretiers ont, devant leurs débits où le cidre coule à flots, installé chacun sur une estrade des ménétriers. Sur chaque estrade ils sont deux, l'un jouant du biniou, l'autre de la bombarde. (...). À quatre heures, tout le monde se rend dans la grande prairie où doivent avoir lieu les luttes. (...) Le jury, formé d'anciens du pays, experts dans l'art de la lutte, et de quelques personnages principaux, en tête desquels est le député de l'arrondissement, grand propriétaire local, vient se placer auprès des prix qu'il doit distribuer. Tout autour de la prairie, assise sur des bancs de bois ou debout, la foule s'est massée en ordre. (...) Les luttes commencent, ce sont des luttes à main plate, avec permission de pratiquer le croc-en-jambe, et les concurrents ne s'en privent pas. La plupart sont de tout jeunes gens, de dix-huit à vingt ans, des enfants de quinze ans même. Ils se dépouillent de leur veste, de leur gilet, de leur pantalon à pont. Vêtus d'un caleçon et de leur chemise, pieds nus sur le gazon, ils se tâtent, s'empoignent par les aisselles et cherchent à se renverser par adresse ou par surprise. Les adversaires étant souvent de force égale, la lutte dure longtemps, les chemises sont soumises à rude épreuve, malgré la solidité de la grosse toile paysanne dont elles sont faites. Au moment de la chute, le vaincu, très leste, se retourne comme une anguille sur le côté ; les épaules n'ayant pas touché terre, il faut alors recommencer. (...). »

### AuXXesiècle

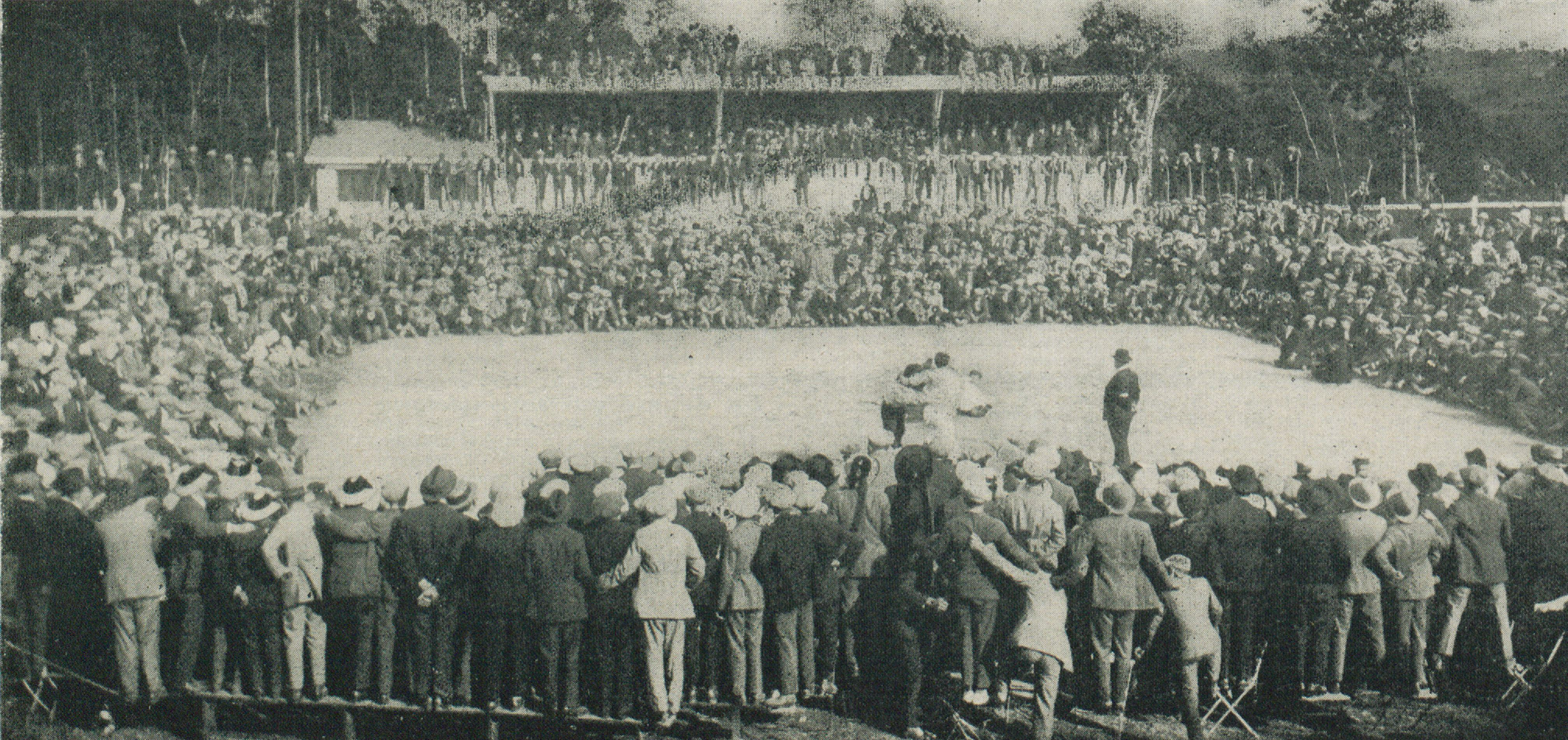
Tournoi organisé à Quimperlé en 1928, et réunissant 6000 spectateurs.

Encore populaire dans l'ouest de la Bretagne au début du XXe siècle, avec surtout des tournois au moment des fêtes patronales, il sera, au fil du temps, supplanté par l'arrivée de nouveaux sports comme le football ou le cyclisme.
En 1930, après l'hécatombe de la 1re guerre mondiale, et en ayant pour objectif de redynamiser cette pratique sportive traditionnelle et identitaire pour la Bretagne bretonnante, le docteur Charles Cotonnec et son équipe lui donnèrent un nouvel élan en la codifiant : rénovant les règles, créant des catégories de poids et, limitant le temps de combat. Ceci se fit après avoir créé la première fédération, la FALSAB (Fédération des Amis des Luttes et Sports Athlétiques Bretons), dont l'actuelle Fédération de Gouren est en grande partie la prolongation. Il fera précéder chaque tournoi d'un serment, appelé aussi "serment de loyauté". Ce serment fait partie des pratiques rituelles liées au gouren, comme l’accolade et le dornad (poignée de main), qui forment l'accord de loyauté.
Aujourd’hui le gouren est organisé par une fédération sportive tout en conservant une pratique en lien avec la culture régionale. De nombreux clubs (les skolioù gouren) accueillent presque deux milliers de pratiquants, par exemple à Berrien ou dans le Pays fouesnantais. Une fédération internationale des luttes celtiques (FILC) a été créée en 1985, regroupant à l'origine des fédérations des pays dits "celtiques" (Écosse, Pays de Galles, Cornouailles Britannique, Cumbria), puis progressivement d'autres fédérations gérant les styles de luttes traditionnelles de l'Ouest européen. Des championnats d’Europe sont organisés chaque année depuis 1991. Signe de son renouveau, le gouren fait partie, depuis 1998, des épreuves facultatives du baccalauréat en Bretagne.
Aujourd'hui, le gouren a gardé ses attaches culturelles. Ainsi, l'été on peut le découvrir lors de nombreuses compétitions en plein air, sur sciure, parfois avec l'utilisation de l'ancien système du défi, dans des fêtes et festivals, à côté de la musique et de la danse bretonne.
Le gouren est également inscrit à l'Inventaire du patrimoine culturel immatériel en France.

## Le tournoi Mod-Kozh
Le tournoi mod-kozh (en breton « à la mode ancienne ») se déroule dans deux catégories de poids par défi :
un lutteur s'empare du trophée et défie les autres concurrents en tournant autour de l'aire de combat, libre à quiconque d'aller relever le défi en lui tapant sur l'épaule ou en l'interpellant avec l'allocution chomed o sav ! (« reste debout ! », en breton : Chomit a-sav).
Pour remporter le trophée du tournoi il faut remporter 3 combats d'affilée.
Avec le système des skolioù (écoles) le tournoi prend une tournure stratégique car deux lutteurs du même club ne peuvent pas se rencontrer (se défier) et ainsi il faut défier le bon lutteur au bon moment, sans trop s'épuiser afin de pouvoir gagner 3 combats d'affilée.
Le vainqueur emporte la  maout (bélier) et triomphe lors d'un tour d'honneur en portant l'animal sur les épaules. Le gourener Mathieu Le Dour (Skol Ar Faoued) a marqué son époque en remportant de nombreux tournois par défi, dit "mod kozh"» (à la mode ancienne).

## Tenue

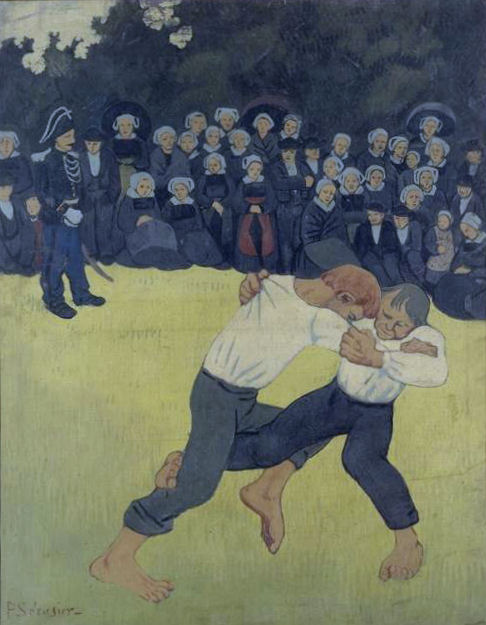
Paul Sérusier : La Lutte bretonne (1890). Musée d'Orsay.

Le lutteur doit être pieds nus. Sa tenue est constituée par :
- un pantalon mi-long, ou bragoù, de couleur noire, dont les jambes s'arrêtent juste au-dessous du genou pour permettre l'enroulé du bas de la jambe appelé kliked ;
- une solide veste de combat, ou roched en toile renforcée, à manches courtes et de couleur blanche ;
- une ceinture permet de garder la roched serrée au corps.

Aucune inscription publicitaire n'est tolérée sur la tenue, mis à part le badge fédéral de différentes couleurs selon le Rannig (niveau technique).

## Compétitions
Le combat de Gouren est arbitré par 3 arbitres égaux en droits. Les décisions se prennent à la majorité.
Les résultats possibles à la suite d'une chute sont (par ordre dégressif) :
- Lamm (en breton chute) : c’est le résultat parfait en gouren (l’équivalent du ippon en judo ou du KO technique en boxe). Il donne la victoire immédiate du combat. « C’est la chute sur le dos comportant la touche à terre des 2 omoplates, simultanément, avant toute autre partie du corps ou du corps de l’adversaire » ;
- Kostin : c’est un résultat proche du lamm, une chute sur le dos comportant le touché au sol d’une seule omoplate (par exemple) ;
- Kein (en breton dos, derrière) : c’est un avantage comptabilisé à l’issue des prolongations. C’est une chute par exemple sur le bas du dos, ou sur le dos plus les fesses ;
- Netra (en breton rien) : c’est une chute sans résultat.

Les fautes aussi sont comptabilisées : une faute est liée à un comportement agressif injustifié (verbal ou physique), une attitude dangereuse pour l'adversaire ou un refus de combat en restant dans une position de défense pendant une durée exagérée. Lors d’une projection, le lutteur qui projette d’abord son bras au sol pour éviter le résultat est considéré comme étant en refus de combat.
- Diwall (en breton attention) : c’est un avertissement donné pour une faute, avant de sanctionner le lutteur par un fazi. Il n’a aucune incidence dans l’issue du combat ;
- Fazi  (en breton faute) : c’est le résultat d’une faute commise par le lutteur. 3 fazis entraînent un Fazi Vraz ;
- Poent (en breton point) : il est obtenu lorsque l’adversaire a accumulé 2 fazis. Il est équivalent à un Kostin, sauf en cas d’égalité parfaite entre les deux lutteurs où il lui est supérieur ;
- Fazi Vraz  (en breton grande faute) : c’est une disqualification pour le combat, donné pour l’accumulation de 3 fazis ;
- Divrud -(en breton discrédit) : c’est une disqualification pour la compétition, donnée pour une faute grave (injure, comportement irrespectueux).

La durée d’un combat dépend de la catégorie d’âge, et du type de compétition.
- Les benjamins : 3 minutes ;
- Les minimes : 4 minutes ;
- Les cadets, juniors et seniors (challenges) : 5 minutes ;
- Les juniors en championnat : 6 minutes ;
- Les seniors en championnat : 7 minutes ;

- Les féminines benjamines et minimes luttent 3 minutes, les cadettes, juniors et seniors 4 minutes.

La prolongation est possible si aucun résultat ne permettant le gain du combat n'est obtenu à la fin du temps réglementaire ; la prolongation est égale à la moitié du temps de combat.

## Championnat d'Europe de Luttes Celtiques

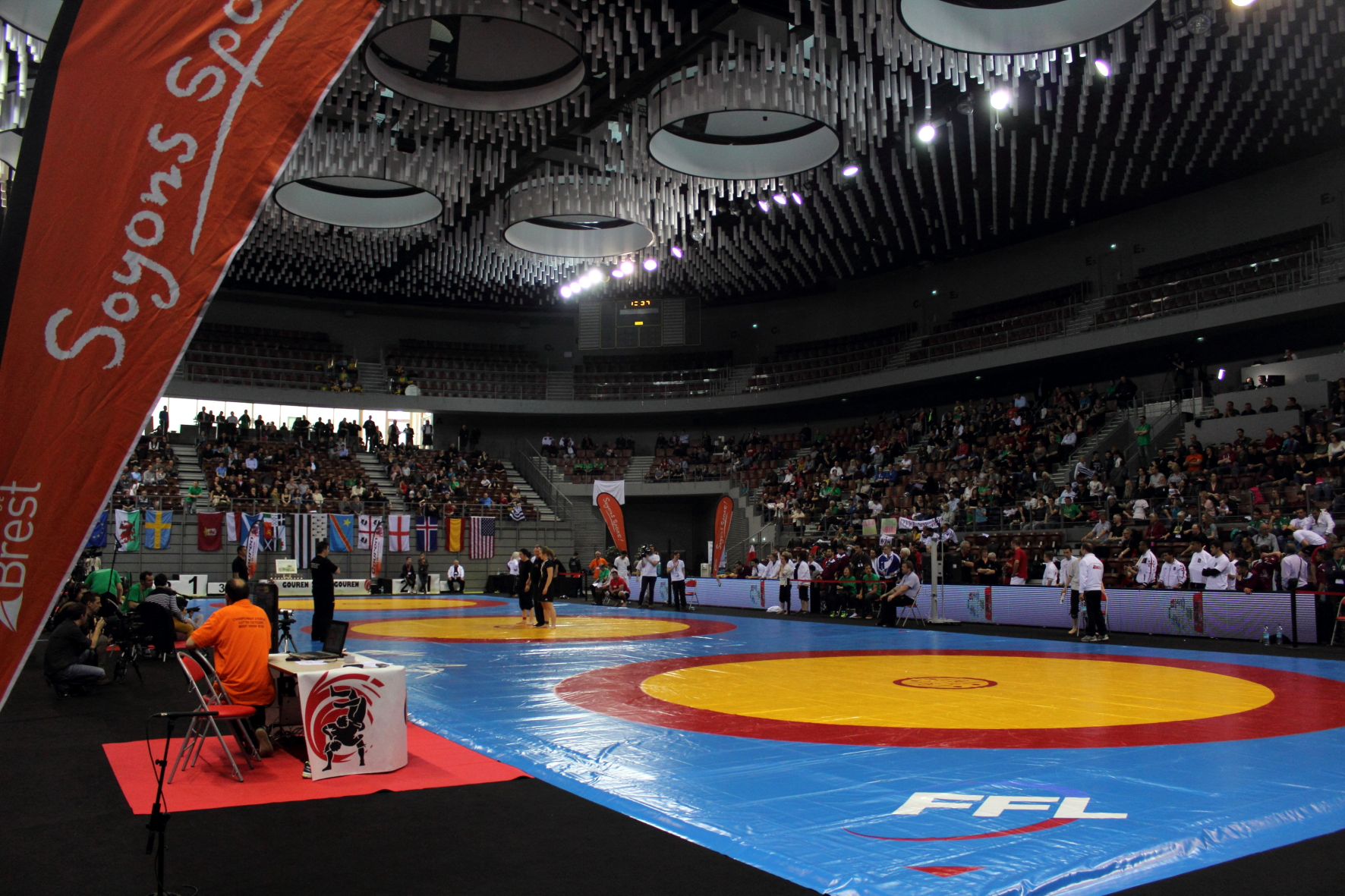
Les championnats 2016 ont lieu dans la salle Arena de Brest.

Le gouren ne se cantonne pas au niveau régional : il se pratique aussi au niveau international. La Fédération de Gouren fait partie de la FILC (Fédération Internationale des Luttes Celtiques), fédération créée en 1985 à Cardiff, symboliquement dans les locaux de l'association pour la promotion de la langue galloise "Urdd Gobaith Cymru". En plus de la Bretagne, 11 autres pays ou régions font partie de la FILC : l’Autriche (Salzburg), l’Écosse, le Cumbria (Angleterre), l’Irlande, l’Islande, le Léon espagnol, la Cantabrie espagnole, les Canaries, la Suède, les Pays-Bas et la Sardaigne. Toutes ces nations possèdent une lutte traditionnelle. La FILC a pour but principal, non pas d'organiser des championnats internationaux, mais d'aider ses fédérations membres à développer leurs styles, et d’encourager les échanges sportifs et amicaux entre lutteurs européens.
Les championnats d'Europe de luttes celtiques sont organisés tous les ans ou tous les deux ans. C'est surtout la victoire par équipe qui est valorisée. Ces sports traditionnels sont pratiqués à haut niveau : certaines délégations comptent d'ailleurs des lutteurs professionnels. Les diverses fédérations sont regroupées au sein de la Fédération Internationale de Luttes Celtiques. Brest (France) a organisé en 2016 le championnat du 30e anniversaire de la FILC (luttes pratiquées : gouren et back-hold).
En 2017, les championnats d'Europe seniors se sont déroulés en Autriche  tandis qu'en 2019, c'est l'Islande qui s'est occupé de l’organisation de la compétition internationale.
En 2018, les championnats d'Europe espoirs ont été accueillis à Penrith, en Angleterre. Ils se déroulent à Guipavas en avril 2020.